# Курячье
Курячье (укр. Куряче) — село, относится к Свердловскому району Луганской области Украины. Под контролем самопровозглашённой Луганской Народной Республики.

## География
Село расположено на реке под названием Должик. Соседние населённые пункты: посёлки Володарск и Комсомольский (выше по течению Должика) на юге, сёла Прохладное и Бобриковка на юго-западе, Батыр на востоке, Верхнедеревечка и Нижнедеревечка на северо-востоке, Дубовка и посёлок Новоалександровка (оба ниже по течению Должика) на севере, посёлки Великий Лог и Верхняя Краснянка на северо-востоке, сёла Медвежанка, Николаевка и Нагорное на западе, посёлок Павловка на юго-западе.

## Население
Население по переписи 2001 года составляло 214 человек.

## Общие сведения
Почтовый индекс — 94825. Телефонный код — 6434. Занимает площадь 12,3 км². Код КОАТУУ — 4424285502.

## Местный совет
94850, Луганская обл., Свердловский городской совет, с.Медвежанка, ул. Гребенюка, д. 10